# Communauté de communes Thelloise
La communauté de communes Thelloise (ou CCT) est une communauté de communes française, dans la région Hauts-de-France créée au 1er janvier 2017 et située dans le département de l'Oise sous le nom de communauté de communes du Pays de Thelle et Ruraloise.

## Historique
Dans le cadre des dispositions de la loi portant nouvelle organisation territoriale de la République (Loi NOTRe) du 7 août 2015, qui prévoit que les établissements publics de coopération intercommunale (EPCI) à fiscalité propre doivent avoir un minimum de 15 000 habitants, le préfet de l'Oise a publié en octobre 2015 un projet de nouveau schéma départemental de coopération intercommunale, qui prévoit la fusion de plusieurs intercommunalités, et en particulier  de la communauté de communes du Pays de Thelle et de la communauté de communes la Ruraloise, formant ainsi une intercommunalité de 42 communes et de 59 626 habitants,. Les communes de Noailles, Berthecourt, Ponchon ont alors fait part, sans succès,  de leur souhait de rejoindre la Communauté d'agglomération du Beauvaisis (CAB), mais le président de la CCPT a rappelé que la fusion devait se réaliser « bloc à bloc », que la scission impliquait l'abandon des services assurés par l'intercommunalité à ces communes et que Caroline Cayeux, présidente de la CAB a indiqué que la CAB ne s'ouvrirait à aucune commune dissidente.
La nouvelle intercommunalité, dénommée provisoirement Communauté de communes du Pays de Thelle et Ruraloise, est créée par un arrêté préfectoral du 30 novembre 2016 qui a pris effet le 1er janvier 2017.//
Le conseil communautaire du 23 janvier 2017 a proposé la nouvelle dénomination de l'intercommunalité La Thelloise. Cette proposition a été ratifiée par une majorité qualifiée des conseils municipaux puis a été entérinée par arrêté préfectoral du 19 juin 2017.
Le 1er janvier 2019, Laboissière-en-Thelle quitte la Thelloise pour rejoindre la communauté de communes des Sablons (ce qu'elle avait souhaité dès 2011), réduisant à 40 le nombre de communes membres.
Ansacq, lors du mandat municipal 2014-2020, se déclare insatisfaite  de son rattachement à la communauté de communes du Clermontois, jugée trop urbaine et qui ne lui aurait pas apporté les équipements espérés, et a souhaité  rejoindre la communauté de communes Thelloise, ce qui s'est heurté dans un premier temps à l'opposition du Clermontois, craignant que ce départ ne facilite également  celui de Bury, qui y avait été intégrée en 2013 contre son gré,. Fin 2021, les deux conseils communautaires ont agréé la demande, ce qui devrait permettre le transfert d'Ansacq à la communauté de communes Thelloise le 1er janvier 2022
.

## Territoire communautaire

### Composition
La communauté de communes est composée des 40 communes suivantes :

| Nom                       | Code Insee | Gentilé             | Superficie (km2) | Population (dernière pop. légale) | Densité (hab./km2) |
| ------------------------- | ---------- | ------------------- | ---------------- | --------------------------------- | ------------------ |
| Neuilly-en-Thelle (siège) | 60450      | Novilaciens         | 15,73            | 4 132 (2022)                      | 263                |
| Abbecourt                 | 60002      | Abbecourtois        | 7,44             | 861 (2022)                        | 116                |
| Angy                      | 60015      | Angylois            | 3,6              | 1 129 (2022)                      | 314                |
| Ansacq                    | 60016      | Ansacquois          | 8,4              | 271 (2022)                        | 32                 |
| Balagny-sur-Thérain       | 60044      | Balanéens           | 6,8              | 1 639 (2022)                      | 241                |
| Belle-Église              | 60060      |                     | 7,83             | 725 (2022)                        | 93                 |
| Berthecourt               | 60065      | Berthecourtois      | 6,97             | 1 574 (2022)                      | 226                |
| Blaincourt-lès-Précy      | 60074      | Blaincourtois       | 8,13             | 1 187 (2022)                      | 146                |
| Boran-sur-Oise            | 60086      | Boranais            | 11,25            | 2 135 (2022)                      | 190                |
| Cauvigny                  | 60135      | Mavais              | 17,5             | 1 675 (2022)                      | 96                 |
| Chambly                   | 60139      | Camblysiens         | 12,87            | 9 909 (2022)                      | 770                |
| Cires-lès-Mello           | 60155      | Cirois              | 16,73            | 3 997 (2022)                      | 239                |
| Le Coudray-sur-Thelle     | 60165      |                     | 3,76             | 555 (2022)                        | 148                |
| Crouy-en-Thelle           | 60185      | Cotyriaciens        | 5,87             | 1 100 (2022)                      | 187                |
| Dieudonné                 | 60197      | Deudonisiens        | 10,38            | 973 (2022)                        | 94                 |
| Ercuis                    | 60212      | Ercuisiens          | 4,38             | 1 626 (2022)                      | 371                |
| Foulangues                | 60249      | Foulanguois         | 5,13             | 193 (2022)                        | 38                 |
| Fresnoy-en-Thelle         | 60259      |                     | 6,28             | 874 (2022)                        | 139                |
| Heilles                   | 60307      | Heillois            | 6,01             | 649 (2022)                        | 108                |
| Hodenc-l'Évêque           | 60316      | Hodencquois         | 3,47             | 228 (2022)                        | 66                 |
| Hondainville              | 60317      | Hondainvillois      | 6                | 715 (2022)                        | 119                |
| Lachapelle-Saint-Pierre   | 60334      | Pétrocapelloviciens | 4,22             | 830 (2022)                        | 197                |
| Mello                     | 60393      | Merlouquins         | 3,35             | 601 (2022)                        | 179                |
| Le Mesnil-en-Thelle       | 60398      | Mesnilois           | 6,09             | 2 392 (2022)                      | 393                |
| Montreuil-sur-Thérain     | 60426      | Montreuillois       | 1,47             | 244 (2022)                        | 166                |
| Morangles                 | 60429      |                     | 5,93             | 408 (2022)                        | 69                 |
| Mortefontaine-en-Thelle   | 60433      |                     | 6,02             | 975 (2022)                        | 162                |
| Mouchy-le-Châtel          | 60437      | Mouchyssois         | 3,22             | 75 (2022)                         | 23                 |
| Noailles                  | 60462      | Noaillais           | 10,04            | 2 857 (2022)                      | 285                |
| Novillers                 | 60469      |                     | 4,79             | 374 (2022)                        | 78                 |
| Ponchon                   | 60504      | Ponchonnais         | 9,73             | 1 151 (2022)                      | 118                |
| Précy-sur-Oise            | 60513      | Précéens            | 9,65             | 3 331 (2022)                      | 345                |
| Puiseux-le-Hauberger      | 60517      | Puisotins           | 5,36             | 859 (2022)                        | 160                |
| Saint-Félix               | 60574      | Saint-Féliciens     | 5,13             | 618 (2022)                        | 120                |
| Saint-Sulpice             | 60598      | Sulpiciens          | 8,88             | 1 066 (2022)                      | 120                |
| Sainte-Geneviève          | 60575      | Génovéfains         | 8,01             | 3 478 (2022)                      | 434                |
| Silly-Tillard             | 60620      |                     | 11,14            | 452 (2022)                        | 41                 |
| Thury-sous-Clermont       | 60638      | Thurysiens          | 5,42             | 670 (2022)                        | 124                |
| Ully-Saint-Georges        | 60651      | Ullysiens           | 18,71            | 1 920 (2022)                      | 103                |
| Villers-Saint-Sépulcre    | 60685      | Villersois          | 7,29             | 981 (2022)                        | 135                |
| Villers-sous-Saint-Leu    | 60686      | Villersois          | 4,37             | 2 301 (2022)                      | 527                |

### Démographie
| 1968   | 1975   | 1982   | 1990   | 1999   | 2010   | 2015   | 2021   |
| ------ | ------ | ------ | ------ | ------ | ------ | ------ | ------ |
| 29 417 | 33 247 | 40 922 | 49 849 | 54 347 | 57 327 | 59 970 | 61 447 |

## Organisation

### Siège
Le siège de la communauté de communes est à Neuilly-en-Thelle, 7, avenue de l'Europe.

### Élus
La Communauté de communes est administrée par son conseil communautaire, composé pour la fin de la mandature 2014-2020 de 63 conseillers municipaux  issus de chaque commune membre. Afin de tenir compte des évolutions démographiques, la composition du conseil communautaire est modifié à compter des élections municipales de 2020 dans l'Oise et est porté à 67 membres répartis de ma manière suivante : 

- 11 délégués pour Chambly ;

- 4 délégués pour Cires-lès-Mello et Neuilly-en-Thelle ;

- 3 délégués pour Noailles, Précy-sur-Oise et Sainte-Geneviève ;

- 2 délégués pour Balagny-sur-Thérain, Boran-sur-Oise, Le Mesnil-en-Thelle, Ully-Saint-Georges et Villers-sous-Saint-Leu ; 

- 1 délégué ou son suppléant pour les autres communes.
À la suite des élections municipales de 2020 dans l'Oise, le conseil communautaire renouvelé a élu le 16 juillet 2020 son nouveau président, Pierre Desliens, maire-adjoint d'Abbecourt, ainsi que 8 ses vice-présidents, qui sont : 
1. Jean-Jacques Dumortier, maire de Boran-sur-Oise, chargé de l'environnement (prévention-gestion et valorisation des déchets) ;
2. Marie-France Serra, maire-adjointe deChambly, chargée de la cohérence territoriale (schéma de cohérence territoriale SCoT, urbanisme, plan climat-air-énergie territorial PCAET, logement) ;
3. Olivier Douchet, maire-adjoint de Saint-Sulpice, chargé des finances (finances, prospective, évaluation) ;
4. Caroline Bill, maire-adjointe de Neuilly-en-Thelle, chargée de l'action sociale communautaire (relais d'assistantes maternelles, haltes garderies itinérantes, accessibilité des services au public)
5. Alain Duclercq, maire du Mesnil-en-Thelle, chargé des mobilités (Infrastructures, transport à la demande, chemins de randonnée) ;
6. Marc Virion, maire-adjoint de Chambly, chargé des équipements d'intérêt communautaire (gymnases, piscine Aquathelle, parkings communautaires, aire d’accueil des gens du voyage, terrains familiaux locatifs) ;
7. Alain Devooght, maire-adjoint de Noailles, chargé de la ressource en eau (Assainissement, GEMAPI) ;
8. Thérèse-Marie Descatoire, maire de Dieudonné, chargée de l'attractivité territoriale (Développement économique et touristique, emploi) ;

Pour le mandat 2020-2026, le bureau de l'intercommunalité est constitué du président, des vice-présidents et de deux conseillers communautaires délégués (Benoît Biberon, maire de Noailles et David Lazarus, maire de Chambly).

### Liste des présidents
| Période      | Période                        | Identité             | Étiquette | Qualité |
| ------------ | ------------------------------ | -------------------- | --------- | --- |
| janvier 2017 | juillet 2020                   | Jean-François Mancel | LR        | Administrateur civil Député de l'Oise (5e circ. puis 2e circ.) (1978 → 1981, 1988 → 1997 et 2002 → 2017 ) Conseiller général de Noailles (1979 → 2015) Président du conseil général de l'Oise (1985 → 2004) Conseiller municipal de Novillers (1995 → ) Président de la CC du Pays de Thelle (1997 → 2016) |
| juillet 2020 | En cours (au 7 septembre 2021) | Pierre Desliens      |           | maire-adjoint d'Abbecourt Président du syndicat des Sources de Silly-Tillard |

### Compétences
L'intercommunalité exerce les compétences qui lui ont été déléguées par les communes membres, dans les conditions définies par le code général des collectivités territoriales.
Il s'agit notamment de :
- La collecte des déchets :
- L'assainissement ;
- Les transports ;
- La petite enfance ;
- L'aménagement du territoire ;
- L'urbanisme, l'économie et l'emploi.

### Régime fiscal et budget
La Communauté de communes est un établissement public de coopération intercommunale à fiscalité propre.
Afin de financer l'exercice de ses compétences, l'intercommunalité perçoit la fiscalité professionnelle unique (FPU) – qui a succédé à la taxe professionnelle unique (TPU) – et assure une péréquation de ressources entre les communes résidentielles et celles dotées de zones d'activité.
Elle perçoit également une taxe d'enlèvement des ordures ménagères (TEOM), la taxe GEMAPI et le Versement transport, qui financent le fonctionnement de ces services publics.
Elle ne verse pas de dotation de solidarité communautaire (DSC) à ses communes membres.

## Projets et réalisations
Petite enfance
La communauté de communes a mis en place un service de garderie d'enfants itinérante, qui utilise successivement des locaux à Abbecourt, Fresnoy-en-Thelle, Sainte-Geneviève et Neuilly-en-Thelle.
Transports collectifs
La communauté de communes du Pays de Thelle avait expérimenté un service de transport à la demande sur son territoire. Il a été étendu dans le cadre de la création de la Thelloise sous le nom de « Pass Thelle Bus », et assure deux services, : 
- le service Gares qui permet de se rendre le matin à la gare la plus proche  assure le retour le soir jusqu'à l’arrêt de lacommune.
- le service Centre Bourgs se vous déplacer dans les villes de la communauté de communes et ses alentours.